# Heidi Rakelsová
Heidi Rakels, (* 22. června 1968 Lovaň, Belgie) je bývalá reprezentantka Belgie v judu. Je majitelkou bronzové olympijské medaile z roku 1992.

## Sportovní kariéra
S judem začala v 15 letech v Maasmechelenu. Většinu své kariéry se připravovala pod vedením Eddy Vinckiera. Její sportovní kariéru nejvíce ovlivnila váha, resp. váhová kategorie. V její polotěžké váze ve světě vládla její krajanka Ulla Werbroucková. Jediná možnost jak startovat na velké akci pro ni byla změna váhové kategorie. V roce 1992 se dokázala zmáčknout do střední váhy a nakonec z toho byla bronzová olympijská medaile na olympijských hrách v Barceloně. V roce 1996 šla do stejného rizika, ale tentokráte se jí kvalifikace na olympijské hry nevydařila.
Spásným byl pro ni rok 1998 kdy se měnily váhové limity. Ulla Werbroucková šla do střední váhy a tím ji uvolnila prostor k realizaci v její polotěžké váze. V roce 2000 se kvalifikovala na olympijské hry v Sydney a sahala po bronzové medaili. Obsadila nakonec 5. místo. Sportovní kariéru ukončila až po roce 2004.

## Výsledky

### Váhové kategorie
| Turnaj             | 1991           | 1992           | 1993           | 1994           | 1995           | 1996           | 1997           | 1998           | 1999           | 2000           | 2001           | 2002           | 2003           | 2004           |
| Turnaj             | 23             | 24             | 25             | 26             | 27             | 28             | 29             | 30             | 31             | 32             | 33             | 34             | 35             | 36             |
| Turnaj             | polotěžká váha | polotěžká váha | polotěžká váha | polotěžká váha | polotěžká váha | polotěžká váha | polotěžká váha | polotěžká váha | polotěžká váha | polotěžká váha | polotěžká váha | polotěžká váha | polotěžká váha | polotěžká váha |
| ------------------ | -------------- | -------------- | -------------- | -------------- | -------------- | -------------- | -------------- | -------------- | -------------- | -------------- | -------------- | -------------- | -------------- | -------------- |
| Olympijské hry     |                | 3.             |                |                |                | —              |                |                |                | 5.             |                |                |                | —              |
| Mistrovství světa  | —              |                | —              |                | —              |                | —              |                | úč.            |                | úč.            |                | —              |                |
| Mistrovství Evropy | —              | 2.             | —              | —              | —              | 5.             | úč.            | 5.             | 3.             | úč.            | 2.             | úč.            | 7.             | úč.            |

### Bez rozdílu vah
| Turnaj             | 1991 | 1992 | 1993 | 1994 | 1995 | 1996 | 1997 | 1998 | 1999 | 2000 | 2001 | 2002 | 2003 | 2004 |
| Turnaj             | 23   | 24   | 25   | 26   | 27   | 28   | 29   | 30   | 31   | 32   | 33   | 34   | 35   | 36   |
| ------------------ | ---- | ---- | ---- | ---- | ---- | ---- | ---- | ---- | ---- | ---- | ---- | ---- | ---- | ---- |
| Mistrovství Evropy | úč.  | —    | —    | —    | —    | —    | —    | —    | —    | —    | —    | —    | —    | —    |